# Maria Riva
Maria Riva, nata Maria Elisabeth Sieber (Berlino, 13 dicembre 1924), è un'attrice statunitense.

## Biografia
Figlia dell'attrice Marlene Dietrich e del marito, l'aiuto regista Rudolf Sieber (detto Rudi o Papi), si faceva chiamare Kater o Heidede da parenti e amici. Anche se letteralmente soffocata dall'amore di una madre apprensiva e sempre presente (nel suo libro, Marlene Dietrich, mia madre, la Riva afferma che sua madre la considerava "di sua proprietà"), ha vissuto con lei un rapporto piuttosto conflittuale, soprattutto in età adulta. All'età di sei anni si trasferì negli Stati Uniti con la madre, che stava allora iniziando a scrivere la sua storia di leggenda hollywoodiana, dopo aver avuto enorme successo con L'angelo azzurro (1929). Maria considerò, da allora, gli Stati Uniti come la sua vera patria.
Abituata fin da piccolissima a vedere i genitori come grandi amici e confidenti più che come innamorati (la Dietrich e Sieber smisero di essere marito e moglie dopo appena cinque anni di matrimonio, ma rimasero formalmente tali fino alla fine, preferendo salvare le apparenze), crebbe circondata dai numerosi amanti della madre, che arrivò a considerare dei grandi amici. Tra questi, il suo prediletto sembrava essere Brian Aherne.
A soli sette anni, durante la lavorazione di Shanghai Express (1932), divenne la prima e unica assistente personale di sua madre (chiamata affettuosamente "Mutti"): fu infatti proprio della piccola Maria l'idea delle piume di gallo del famosissimo abito di Shanghai Express e l'idea dei fiori sul capo di Capriccio spagnolo (1935). Nel 1934 fu scelta dal regista Josef von Sternberg per una particina ne L'imperatrice Caterina, in cui fu la versione bambina del personaggio interpretato dalla madre. La sua prima vera amica, conosciuta a Hollywood, fu Judy Garland. Fu anche ottima amica, più tardi, della famiglia Kennedy, in particolare del futuro presidente John Fitzgerald Kennedy.
Per seguire Marlene sul set la bambina, come la chiamava la madre, non ebbe mai la possibilità di un'istruzione adeguata. Seguì la Dietrich in America, a Parigi e in Austria fin quando, alla fine degli anni '30, non venne mandata a studiare in un collegio svizzero. Si distaccò sempre più dalla madre, e intorno ai vent'anni, quando la Dietrich era al fronte per intrattenere le truppe americane, dopo essersi sposata con l'attore Dean Goodman e aver annullato il matrimonio dopo pochissimo, divenne alcolizzata.
Nei primi anni '50, liberatasi dal demone dell'alcool e scelto un nome d'arte (Maria Manton) che l'allontanasse dall'ombra della famosissima madre, iniziò a recitare per la televisione e per il teatro. È famoso un episodio in cui Marlene Dietrich otturò con la sua pelliccia una sirena che stava disturbando una rappresentazione teatrale di Maria.
Nel 1992 ha pubblicato il libro Marlene Dietrich, mia madre.

## Vita privata
Il 4 luglio 1947 sposò lo sceneggiatore William Riva, da cui ebbe quattro figli maschi - tra questi, John Michael Riva e David Riva, regista e produttore, che nel 2001 avrebbero creato il film-documentario Marlene, her own song.
Maria, che nel frattempo aveva assunto il cognome del marito, abbandonò il mondo dello spettacolo e tornò ad occuparsi ancora di sua madre, alla quale rimase vicino fino alla morte.

## Filmografia parziale

### Cinema
- L'imperatrice Caterina (The Scarlet Empress), regia di Josef von Sternberg (1934)
- Il giardino di Allah (The Garden of Allah), regia di Richard Boleslawski (1936) - cameo, non accreditata
- S.O.S. fantasmi (Scrooged), regia di Richard Donner (1988)

### Televisione
- Studio One – serie TV, 15 episodi (1951-1955)
- Stage 7 – serie TV, episodio 1x21 (1955)
- Climax! – serie TV, episodio 1x29 (1955)
- The 20th Century-Fox Hour – serie TV, episodio 2x07 (1956)